# 桃園璞園領航猿
桃園璞園領航猿（英語：Taoyuan Pauian Pilots）為臺灣職業籃球隊，以桃園市作為球隊所在地，並以會員身份參與P. LEAGUE+賽事，球隊主場館為桃園市立綜合體育館。
桃園璞園領航猿成立於2020年，在2020-21賽季成為P. LEAGUE+創始球隊。

## 歷史

### 2020年
2020年7月8日，陳建州以新聯盟執行長的身份，在中華民國籃球協會召開的「共好盃」第3次籌備會議中證實新聯盟已成立，並宣布超級籃球聯賽桃園璞園建築確定加入新聯盟。7月15日，桃園璞園建築派代表出席超級籃球聯賽新人選秀會，並執行選秀權網羅3名球員，球團主任陳信安表示，球隊接下來就是會前進新聯盟，但同時也會續留超級籃球聯賽，而球員組成會是兩邊不同人。9月14日，「璞園育樂股份有限公司」核准設立。10月13日，璞園建築團隊公布將以「桃園領航猿」為名加入P. LEAGUE+，英文隊名結合主場城市桃園特色「Airport（機場）」與吉祥物「Ape（猿）」組成「Airape」，總教練由劉義祥擔任，由陳信安出任總經理。
11月1日，桃園領航猿發布新聞稿宣布，英文隊名修改成「Taoyuan Pilots」。11月13日，璞園建築團隊公佈桃園璞園建築與桃園領航猿兩支球隊的球員名單。12月2日，璞園建築團隊與桃園市政府簽訂冠名合作合約。12月19日，總教練劉義祥因遭臺灣媒體報導捲入場外風波，領航猿發出聲明表示，暫停劉義祥總教練職務。12月22日，總教練劉義祥發出聲明表示，因為個人私事造成球隊和聯盟困擾及影響，決定自請離職，職務由楊宜峰代理。

### 2021年
2021年4月3日，領航猿確定取得P. LEAGUE+季後挑戰賽的最後一張門票。4月4日，領航猿確定拿下例行賽第二名，並握有季後挑戰賽的主場優勢。5月2日，領航猿於季後挑戰賽中以2比3不敵福爾摩沙台新夢想家。7月12日，領航猿宣佈由鄭志龍擔任總教練。9月8日，領航猿宣佈由顏行書出任助理教練。9月28日，領航猿宣佈由柯煥為出任助理教練，楊宜峰繼續擔任助理教練並出任球員發展總監。11月22日，領航猿正式亮相球隊啦啦隊「Pilots Crew」。

### 2022年
2022年3月23日，領航猿宣佈總教練鄭志龍自請離職。3月25日，領航猿宣佈由顏行書接任代理總教練。4月23日，領航猿確定無緣P. LEAGUE+季後賽。7月1日，領航猿宣布卡米諾斯（Iurgi Caminos）出任總教練。9月16日，領航猿宣布教練團加入助理教練黃啟峰與迪亞戈（Diego Gomez）、技術教練唐偉傑以及體能教練劉年傑，後勤團隊加入防護員吳勻鎧與管理李汶軒。10月6日，領航猿宣布「璞園建築團隊」冠名球隊，更名為「桃園璞園領航猿」。

### 2023年
2023年10月11日，領航猿宣布馬怡鴻出任助理教練。

### 2024年
2024年3月6日，領航猿宣布總經理陳信安轉任為副領隊暨球團發言人，董事長李忠恕兼任總經理職務。

### 2025年
2025年3月9日，領航猿在「東亞超級聯賽」（EASL）冠軍戰，以68比72敗給日本B聯賽廣島蜻蜓而收下亞軍，仍寫下台灣球隊於「東亞超級聯賽」最佳成績。
2025年5月21日，領航猿在P. LEAGUE+的總冠軍賽以4比3擊退臺北富邦勇士收下2024-25賽季年度總冠軍，總冠軍賽MVP由桃園璞園領航猿盧峻翔獲得。
2025年6月4日，領航猿在「亞洲冠軍聯賽」（BCL）東亞區資格賽冠軍戰，以77比86敗給蒙古職籃的蒙古烏蘭巴托野馬而收下亞軍。

## 歷年戰績
以下列出球隊過去在P. LEAGUE+的戰績。
| 聯盟總冠軍 | 晉級季後賽 |

| 賽季    | 聯盟 | 例行賽 | 例行賽 | 例行賽 | 例行賽 | 例行賽 | 季後賽                                                              |
| 賽季    | 聯盟 | 名次   | 已賽   | 勝場   | 敗場   | 勝率   | 季後賽                                                              |
| ------- | ---- | ------ | ------ | ------ | ------ | ------ | ------------------------------------------------------------------- |
| 2020-21 | PLG  | 2 / 4  | 24     | 10     | 14     | .417   | 落敗 季後挑戰賽（福爾摩沙台新夢想家）2比3                           |
| 2021-22 | PLG  | 6 / 6  | 29     | 7      | 22     | .241   |                                                                     |
| 2022-23 | PLG  | 3 / 6  | 40     | 19     | 21     | .475   | 落敗 季後賽首輪（臺北富邦勇士）0比3                                 |
| 2023-24 | PLG  | 1 / 6  | 40     | 26     | 14     | .650   | 獲勝 季後賽首輪（新竹御頂攻城獅）4比2 落敗 總冠軍賽（新北國王）1比4 |
| 2024-25 | PLG  | 1 / 4  | 24     | 18     | 6      | .750   | 獲勝 總冠軍賽（臺北富邦勇士）4比3                                   |

## 主場館

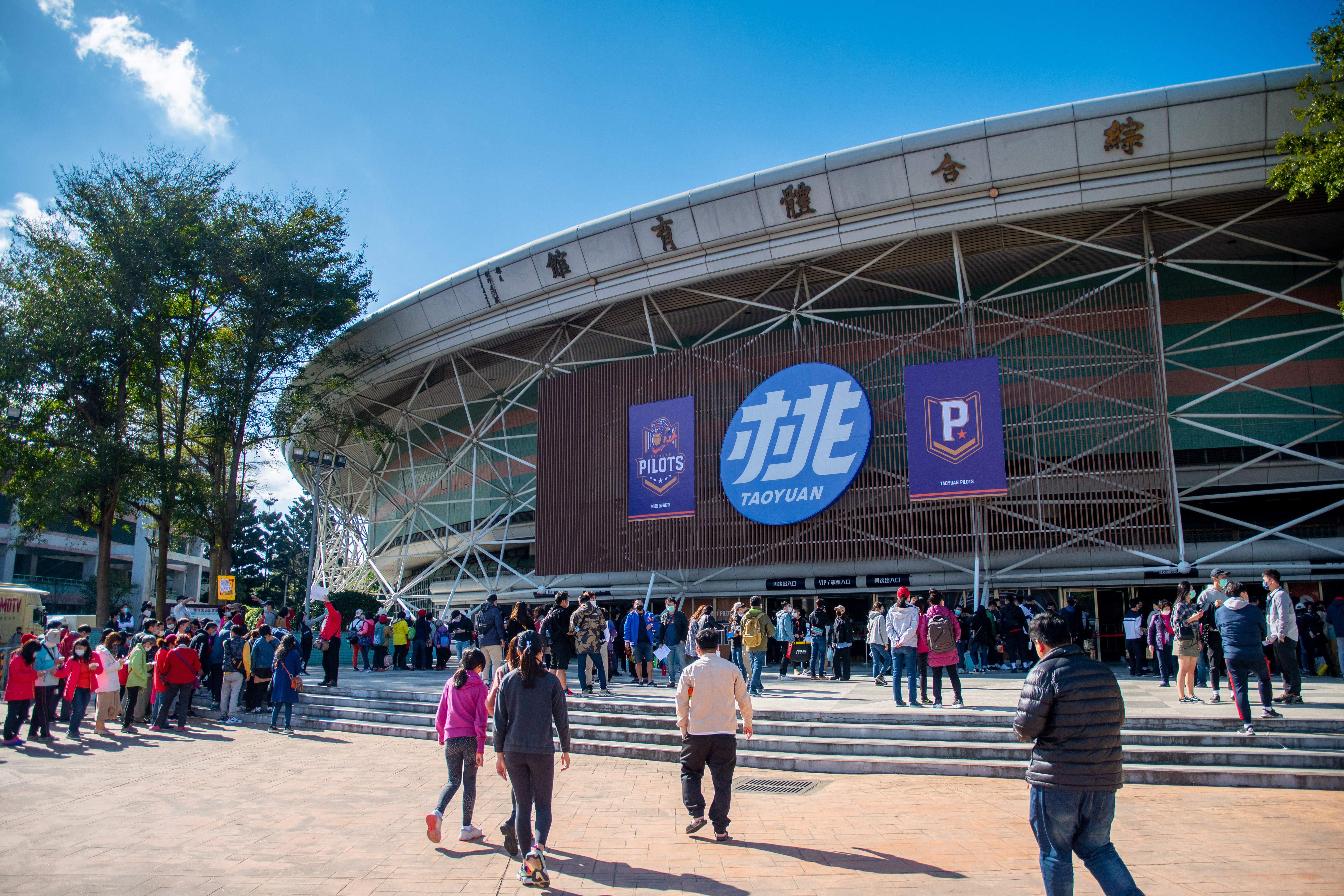
桃園領航猿的主場館桃園市立綜合體育館外觀

桃園領航猿從2020年起使用桃園市立綜合體育館作為球隊主場。2021年12月18日至19日兩場主場賽事在國立體育大學綜合體育館舉辦。2022年5月27日主場賽事在南山高中體育館閉門舉行。

## 外部連結
- 官方网站
- 桃園璞園領航猿的Facebook專頁
- 桃園璞園領航猿的Instagram帳戶
- YouTube上的桃園璞園領航猿頻道
- 桃園璞園領航猿在P. LEAGUE+的資訊